# Kształcenie specjalistyczne
Kształcenie specjalistyczne (ang. short-cycle higher education) – forma kształcenia prowadzona przez uczelnie zawodowe, odpowiadająca poziomowi 5 Polskiej Ramy Kwalifikacji (PRK). Adresowane jest do osób, które ukończyły szkołę ponadpodstawową. Trwa nie krócej niż 3 semestry i zorientowane jest na rozwój umiejętności praktycznych. Do ukończenia tej formy kształcenia wymagana jest matura lub inny dokument potwierdzający kwalifikacje pełne na 4 poziomie PRK. Absolwenci kształcenia specjalistycznego otrzymują świadectwo dyplomowanego specjalisty albo świadectwo dyplomowanego specjalisty technologa. Świadectwo to dodatkowo upoważnia do ubiegania się o przyjęcie na studia pierwszego stopnia lub jednolite studia magisterskie w drodze potwierdzania efektów uczenia się, co umożliwia skrócenie okresu studiowania. W ramach tej procedury możliwe jest potwierdzenie nie więcej niż 50% punktów ECTS przypisanych do zajęć objętych programem studiów.

## Kształcenie specjalistyczne w Europie
Wiele krajów europejskich oferuje kształcenie na poziomie 5 PRK, prowadzone w ramach szkolnictwa wyższego, odpowiadające kształceniu specjalistycznemu. Jest ono zorientowane na praktykę i zapewnia ich uczestnikom profesjonalną wiedzę, umiejętności i kompetencje ułatwiające wejście na rynek pracy. Europejskie Ramy Kwalifikacji (ERK) obejmują kształcenie na poziomie 5. Kształceniu specjalistycznemu przypisuje się zwykle 90-120 punktów ECTS. Obecnie wdrażane jest do systemów szkolnictwa wyższego w poszczególnych krajach w ramach Procesu Bolońskiego, przy czym kraje członkowskie posiadają swobodę w zakresie wdrażania tego kształcenia. W niektórych krajach (np. Cypr, Czechy, Estonia, Węgry, Islandia, Łotwa, Malta, Słowenia) kształcenie specjalistyczne umożliwia skrócenie studiów pierwszego stopnia, w innych może być ich częścią (np. Francja, Holandia, Norwegia, Wielka Brytania). W jeszcze innych krajach wymagana jest realizacja programu pomostowego (np. Dania, Irlandia) celem przejścia na studia pierwszego stopnia. Są też kraje, w których kształcenie na poziomie 5 ERK w ogóle nie należy do szkolnictwa wyższego (np. Niemcy).

## Kształcenie specjalistyczne w innych krajach
Kształcenie odpowiadające polskiemu kształceniu specjalistycznemu jest popularne nie tylko w krajach Unii Europejskiej (np. w Australii, Brazylii, Kanadzie, Stanach Zjednoczonych). W wielu krajach, w tym Stanach Zjednoczonych, kończy się uzyskaniem tytułu zawodowego Associate degree. Ukończenie tego typu kształcenia bardzo często umożliwia z jednej strony wejście na rynek pracy, natomiast z drugiej kontynuację kształcenia na trzecim roku czteroletnich studiów licencjackich albo drugim roku trzyletnich studiów licencjackich.

## Kształcenie na poziomie 5 PRK w systemie szkolnictwa wyższego i systemie oświaty
Kształcenie specjalistyczne zostało wprowadzone do polskiego porządku prawnego dnia 1 października 2018 roku, wraz z wejściem w życie ustawy Prawo o szkolnictwie wyższym i nauce (Dz. U. 2018 poz. 1668), jako forma kształcenia kończąca się kwalifikacją pełną na poziomie 5 PRK. Prowadzone może być wyłącznie w uczelniach zawodowych. We wcześniejszym stanie prawnym kształcenie odpowiadające poziomowi 5 PRK mogło być prowadzone wyłącznie w oparciu o przepisy ustawy z dnia 14 grudnia 2016 r. – Prawo oświatowe (Dz.U. 2017 poz. 59). Obecnie funkcjonuje nadal możliwość prowadzenia kształcenia odpowiadającego poziomowi 5 PRK w podmiotach systemu oświaty w wybranych zawodach, którym ten poziom został przypisany w załączniku do rozporządzenia MEN z dnia 13 marca 2017 r. w sprawie klasyfikacji zawodów szkolnictwa zawodowego (Dz.U. z 2017 r. poz. 622 ze zm.).